# ایبت‌آباد
ایبْت‌آباد (به اردو: ایبٹ آباد، به انگلیسی: Abbottabad) شهری است واقع در ایالت مرزی شمال غربی با نام اصلی خیبر پختونخوا در پاکستان.
این شهر در دره اورَش و در ۱۱۵ کیلومتری شمال خاوری اسلام‌آباد و ۱۵۰ کیلومتری شرق پیشاور قرار دارد و بلندای آن از سطح دریا ۱۲۱۱ متر تا ۱۲۶۰ متر است.
ایبت‌آباد در پاکستان به خاطر هوای دلپذیر و نهادهای آموزشی و ارتشی باکیفیت معروف است.
این شهر در سال ۲۰۱۱ میلادی شهرت یافت زیرا در ۲ ماه مه آن سال باراک اوباما، رئیس جمهوری ایالات متحده اعلام کرد که اسامه بن‌لادن رهبر گروه تروریستی القاعده در ویلایی در این شهر در همان روز توسط نیروهای آمریکایی کشته شده‌است.

## پیشینه
شهر ایبت‌آباد در زمان فرمانروایی بریتانیا بر هند، مقر بخش هزاره بود. این شهر به نام سرگرد جیمز ابوت (به انگلیسی: James Abbott) نامیده شده که در ژانویه ۱۸۵۳ این شهر و بخش را بنیاد گذاشت.
شهر ایبت‌آباد در اوایل سده بیستم یک قرارگاه مهم نظامی و آسایشگاه ارتش شد. در ژوئن ۱۹۴۸ سازمان صلیب سرخ بریتانیا، برای درمان هزاران زخمی درگیری‌های مرزی کشمیر، بیمارستانی در ایبت‌آباد گشود.
در ۸ اکتبر ۲۰۰۵ زمین‌لرزه کشمیر بسیاری از ساختمان‌های قدیمی شهر ایبت‌آباد را ویران کرد.